# Direction générale de l'Évaluation et de l'Observatoire du changement social
La Direction Générale de l'Évaluation et de l'Observatoire du Changement Social (en abrégé DGEOCS) est une direction générale du ministère du Développement et de la Coordination de l'action gouvernementale au Bénin.
Gérard M. Kpatinde est l'actuel directeur général. Il a pris service le 09 juin 2022,,.

## Composition, attribution, organisation et fonctionnement
La composition, les attributions, l’organisation et le fonctionnement de la DGEOCS sont définis par l'arrêté 2022 n°014/MDC/DC/SGM/DGEOCS/SP-c/005SGG22 du 17 février 2022 portant création, organisation et fonctionnement des organes de la Direction Générale de l'Évaluation et de l'Observatoire du Changement Social,.

## Missions
La Direction Générale de l'Évaluation et de l'Observatoire du Changement Social (DGEOCS) a pour mission d'assurer la veille et l'alerte des autorités publiques sur toutes les questions sociales, l'élaboration et la mise en œuvre de la politique nationale de l'évaluation ainsi que la mise en place d'un système d'évaluation des politiques publiques, projets et programmes en lien avec les objectifs de développement,,,,.

## Organisation et fonctionnement
La Direction Générale de l'Évaluation et de l'Observatoire du Changement Social est placée sous l'autorité d'un Directeur Général assisté d'un adjoint pour le suppléé en cas d'absence ou d'empêchement,.
La DGEOCS comprend, :
- le Secrétariat de Direction ;
- la Direction de l'Évaluation des Politiques Publiques (DEPP) ;
- la Direction du Suivi des Indicateurs Sociaux et de la Responsabilité Sociale des Entreprises (DSIS-RSE) ;
- la Direction du Renforcement des Capacités et du Développement des Partenariats (DRCDP).